# LGA 771

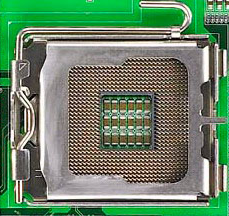
LGA 771

LGA 771, även känd som Socket J är en CPU socket som lanserades av Intel 2006. Sockeln användes för Xeon processorer (Dempsey, Woodcrest, Wolfdale, Clovertown och Harpertown) och för en Core 2 processor (QX9775). Sockeln ersattes av LGA 1366.